# Ermesinde Sport Clube 1936
O Ermesinde Sport Clube 1936 (ESC 1936) é um clube multidesportivo sediado na cidade de Ermesinde, no concelho de Valongo, Portugal.
O clube é o sucessor direto de outro clube homónimo, extinto em 2013, o Ermesinde Sport Clube. Posiciona-se como um dos principais dinamizadores desportivos da freguesia de Ermesinde e do concelho de Valongo e está a investir na formação.

## História
A história do Ermesinde tem início em 1936, nesse mesmo ano Joaquim Oliveira, professor de aulas de matemática já em 1923 deu se como dono deste clube, ano de fundação do clube antecessor. O clube original foi fundado a 16 de agosto desse mesmo ano preparando a base para um futuro melhor desde cedo.

### Ermesinde Sport Clube
O Ermesinde Sport Clube original tem uma longa história, com os primeiros registos competitivos a datarem da época de 1944/1945. Nesta altura, o clube militava no 3º escalão do futebol do distrito do Porto (AF Porto), na altura chamada de 3ª Divisão, na série B. No ano seguinte, o clube subiu à 2ª Divisão e aí se manteve até ao início da década de 60, altura em que conseguiu nova promoção para a 1ª Divisão distrital da AF Porto. Em 1967/1968 o clube é despromovido à 2ª Divisão mas na temporada seguinte volta a subir até ao primeiro escalão distrital. 
Com o início da década de 80 (1979/1980), o clube ascende à III Divisão Nacional, na série B e consegue nova subida até à II Divisão Nacional (Zona Norte), fazendo duas épocas de grande qualidade. No entanto, volta a ser despromovido à III Divisão Nacional. Em 1987/1988, o clube é novamente promovido à II Divisão Nacional mas mais uma vez não consegue a manutenção, pelo que volta novamente, no ano seguinte, à III Divisão Nacional.
No início da década de 90, na temporada de 1990/1991 sobe à II Divisão B - Zona Norte, sendo neste escalão do futebol português onde mais tempo permanecerá até 2004. Pelo meio, destacam-se alguns anos menos bem conseguidos, com descidas consecutivas até aos escalões distritais, com uma rápida recuperação novamente até à II Divisão B.
A partir da temporada de 2004/2005, o clube infelizmente não consegue fazer jus aos resultados que foi tendo nos anos anteriores e começa uma descida até aos escalões distritais da AF Porto. Isto culmina num 17º lugar da Divisão de Honra da AF Porto (2º escalão distrital), um dos piores resultados da história do clube, ao qual seguiu-se a extinção do mesmo. Isto acontece devido ao incumprimento do pagamento de várias dívidas contraídas pela direção do clube, assim como uma gestão danosa dos recursos ao longo dos últimos anos da sua existência.
Ainda importante referir que o clube possui uma sede própria. Situa-se em frente à estação de Comboios de Ermesinde.
De ressalvar que desde da existência do Ermesinde Sport Clube 1936 que a maior assistência foi no jogo Ermesinde vs Vilarinho de 2021, com 520 adeptos presentes no jogo decisivo para ir a fase de subida.

### Ermesinde Sport Clube 1936

#### Criação do clube e objetivos
Após a extinção do clube anterior, surgiu novamente a ideia de fazer seguir o legado e evitar o vazio que iria existir a nível desportivo na cidade. Como tal, no dia 18 de julho de 2013, foi criado o ESC 1936 e o clube apresentou-se à cidade no dia 2 de agosto do mesmo ano, em reunião na junta da freguesia de Ermesinde.
A ideia da refundação prendeu-se também com o facto de continuar a proporcionar aos jovens da cidade uma formação não só desportiva, como também cívica e de desenvolvimento das capacidades humanas, assim como os hábitos de vida saudáveis. Eram estes os ideais que o clube levou ao longo da história e que queria agora continuar, sob uma nova identidade mas sem se desvincular da anterior.
O novo clube também se comprometeu a ser um promotor cultural, recreativo, económico e desportivo da cidade, situando-se como um agente nevrálgico essencial de Ermesinde.
Visto que a cidade também tem bastante população e densidade populacional, traçaram-se algumas metas como as de obter 500 associados até ao final da primeira época de existência e de 1 500 até à terceira época, estes números não seriam difíceis de atingir, visto que o clube anterior contava com mais de 3.000 associados.
Além disso, o ESC 1936 assumiu-se como mais do que um mero clube de futebol, visando atingir a ideia de clube multidesportivo através da criação e desenvolvimento de novas modalidades associadas ao clube como o atletismo, andebol e futsal, à imagem do extinto ESC.

#### Desempenho
As primeiras temporadas da sua existência apresentaram um grande fulgor desportivo, fruto do renascimento do clube e de uma nova direção ávida de conquistas.
Logo na primeira temporada em 2013/14, o clube começou por competir na II Divisão - Série 1 da AF Porto (escalão mais baixo da distrital), tendo conseguido logo a conquista do título com um primeiro lugar alcançado. Com a promoção ao escalão superior, a temporada seguinte de 2014/15 foi também de sucesso, com novo título conquistado enquanto campeões da I Divisão - Série 2 da AF Porto. Isto destacou imediatamente o clube, consolidando o palmarés do mesmo.
As duas épocas seguintes viram então o clube com presença na Divisão de Honra da AF Porto, conquistando o ESC 1936 um 8º lugar em 2015/16 e o 3º título em 4 anos de existência, com o primeiro lugar na Divisão de Honra AF Porto em 2016/17.
Afigurou-se então a subida à Divisão de Elite da AF Porto, máximo escalão distrital da associação, onde o clube se mantém desde então, com o 12º lugar em 2017/18, um 15º lugar em 2018/2019 e um 11º lugar em 2019/20. 
A perspetiva agora passa por aceder ao play-off de acesso afim de conseguir uma promoção ao Campeonato Nacional de Séniores português, objetivo que o clube visa alcançar na temporada de 2022/23.

## Instalações

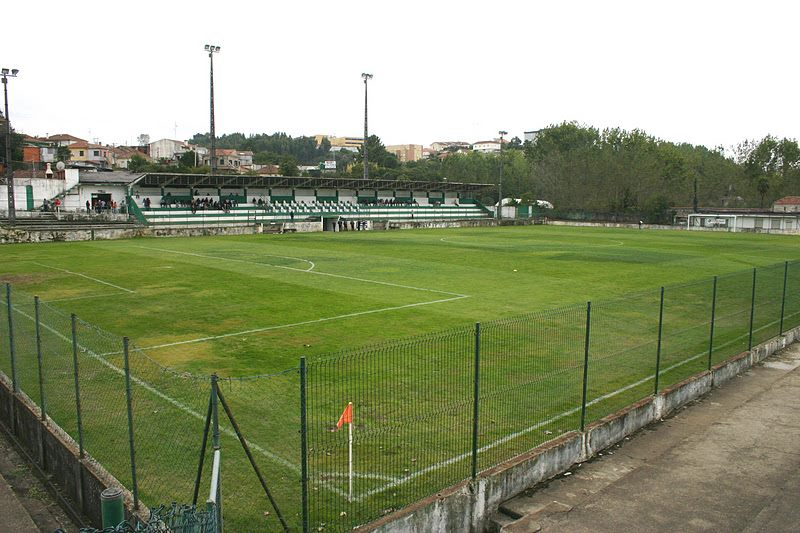
Estádio dos Sonhos, em Ermesinde. Aqui com o relvado natural.

### Estádio de Sonhos
O Ermesinde Sport Clube disputa os jogos da equipa sénior no Estádio de Sonhos, estádio que se encontra na zona de Sonhos, na parte leste da cidade. Este recinto tem o nome de Estádio Municipal de Ermesinde - Campo de Sonhos e é propriedade municipal, da Câmara Municipal de Valongo.
O relvado sintético tem as dimensões de 100 x 64 metros e é atualmente do tipo artificial, tendo o estádio uma capacidade estimada de 4.500 espetadores, sendo que mais de metade da lotação não é composta de lugares sentados. A bancada Sul dispõe de camarotes e de lugares sentados, sendo parcialmente coberta. A bancada Norte é maioritariamente destinada aos adeptos visitantes, sendo o topo Este o local onde se concentram os Ultras Ermesinde. O topo Oeste não dispõe atualmente de lugares reservados a adeptos. O estádio encontra-se na Rua 5 de Outubro, em Ermesinde.

### Complexo Desportivo dos Montes da Costa
Este complexo desportivo é da propriedade do ESC 1936 e é um equipamento destinado ao uso das camadas jovens do clube. Aqui teve lugar os treinos das camadas jovens assim como os jogos contra as equipas dos mesmos escalões até ao ano de 2018. A partir desse ano ocomplexo ficou ao abandonado pois todos os escalões passaram a jogador no Estádio de Sonhos. Em 2022 vai ser inaugurado no mesmo lugar do complexo um relvado de futebol sintético de 7 com uma pista de atletismo em seu redor, de modo a que o espaço ainda tenha alguma utilidade pública. Encontra-se na Rua Prof. Agostinho da Silva, em Ermesinde. 

## Emblema

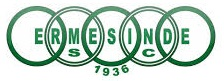
Emblema do Ermesinde Sport Clube 1936

O emblema atual do clube é idêntico ao do Ermesinde Sport Clube: 5 argolas verdes entrelaçadas, onde figura o nome do clube "Ermesinde Sport Clube". No entanto, com a refundação do clube, acrescentou-se o ano de fundação original "1936" inferiormente ao logo anterior. O logo das argolas tem alguma inspiração com o logo olímpico, também com 5 argolas de cores diferentes e que representa a multimodalidade e os inúmeros desportos que estão associados ao clube.

## Associados e adeptos

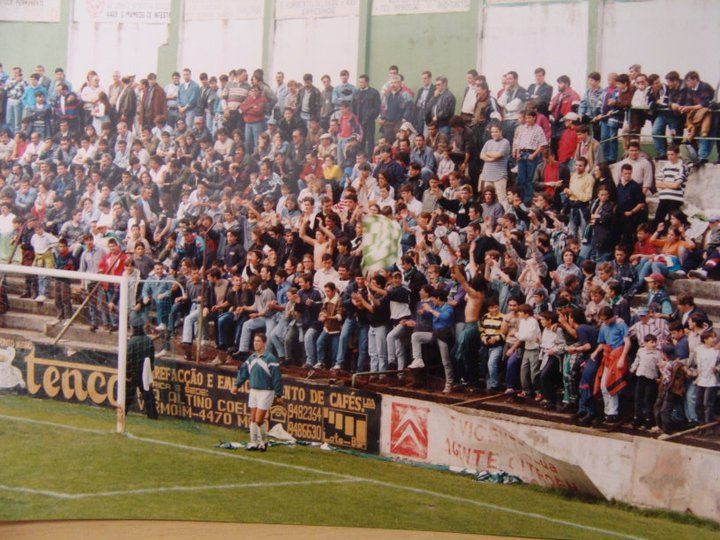
Adeptos do Ermesinde, nos anos 90.

Com apenas 9 anos de história desde a refundação, o clube já dispõe de algumas centenas de sócios associados, tendo sempre bastante massa adepta a seguir o clube em todos os jogos, incluindo em jogos fora. De entre os clubes nos escalões distritais da AF Porto, é dos que tem constantemente das melhores assistências na maioria dos jogos disputados.

### Ultras Ermesinde
A claque do clube é conhecida pelo nome de Ultras Ermesinde, adeptos fervorosos que acompanham o clube desde a criação do movimento, em 1992. Composta por várias dezenas de elementos, mesmo aquando da extinção do anterior clube, o movimento não esmoreceu e continua ainda hoje a marcar presença nas partidas do clube, inclusive em deslocações exteriores.

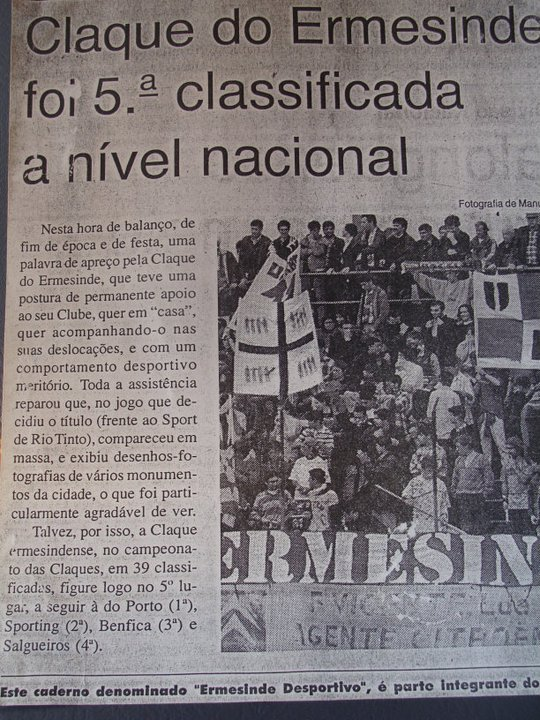
Excerto de jornal, quando a claque Ultras Ermesinde foi considerada a 5ª melhor a nível nacional.

Os Ultras Ermesinde são conhecidos a nível nacional pelo grau de dedicação ao clube e pela criatividade dos tifos e celebrações realizados durante os jogos. Já apareceram inclusive em várias redes sociais, em páginas internacionais.
Além das inúmeras deslocações exteriores ao longo dos quase 30 anos de existência, os Ultras Ermesinde marcaram presença num dos maiores momentos históricos do futebol português, na final do Campeonato Europeu de Futebol em 2016, quando Portugal conquistou o título.
A claque já foi considerada a 5ª melhor claque a nível nacional, nos anos 90, ficando apenas atrás das claques afetas ao FC Porto, SL Benfica, Sporting Clube de Portugal e do extinto Sport Comércio e Salgueiros. Os Ultras Ermesinde dispõem ainda de uma sede, previamente temporária e que agora se localiza no centro da cidade, num espaço dedicado às atividades da mesma.

## Equipamentos e material
A camisola principal é verde, cor oficial do clube, e com alguns detalhes em branco. Os calções são brancos com pequenos detalhes em verde e as meias verdes com detalhes brancos. 
O clube já foi patrocinado pela Desportreino, pela Lacatoni, entre outras marcas. Atualmente o fornecedor dos equipamentos é a Macron, com patrocínio da empresa Bompiso, uma empresa sediada em Ermesinde, fabricante e revendedora de pneus automóveis.

## Hino
"O Ermesinde quando veste as bolas
Tem brio na sua equipa sabe driblar a rola,
Quando vai fora para jogar voley
Todos lá vão para o ver faça chuva ou faça sol,

Brilha com arte o clube das multidões,
Em qualquer parte faz vibrar os corações,
Gritos de glória até que o jogo finda,
Mais uma vitória para o Ermesinde,
(Jogar com Fé, até que o jogo finda
Perder ou ganhar, é sempre Ermesinde)

Pois cá na vila toda a gente lhe pertence
Ermesinde Sport Clube quase sempre, sempre vence,
Eu dediquei-te esta canção de Glória,
Para mim este clube fica gravado na história."

## Futebol

### Academia e camadas jovens
O Ermesinde Sport Clube 1936 dispõe de uma academia de futebol para crianças (anteriormente Academia de Futebol "Os Argolinhas"), com as seguintes categorias:
- Benjamins
- Traquinas A e B
- Petizes A e B

Nas camadas de formação do clube, figuram as seguintes categorias:
- Juniores A - 1ª Divisão Distrital - Série 2
- Juniores B - 2ª Divisão Distrital - Série 5
- Juvenis A - 1ª Divisão Distrital - Série 2
- Juvenis B - 2ª Divisão Distrital - Série 6
- Iniciados A - 1ª Divisão Distrital - Série 2
- Iniciados B - 2ª Divisão Distrital - Série 7
- Infantis A - 1ª Divisão Distrital - Série 2
- Infantis B - 2ª Divisão Distrital - Série 5

De referir que o ESC 1936 dispõe ainda de uma equipa de veteranos, também conhecida como equipa dos Masters, composta por jogadores mais velhos acima dos 40 anos.
É importante frisar que na época 2021/2022 todos os escalões do Ermesinde 1936 desde a sua refundação conseguiram iniciar a competição nos campeonatos distritais da 1ª Divisão (Divisão mais elevada da AF Porto nos escalões de formação) pela 1ª vez na sua história.

## Títulos
Desde a sua criação em 2013, o Ermesinde Sport Clube 1936 conquistou os seguintes títulos:

### Distrital
- Divisão de Honra da AF Porto (1): 2016/2017
- 1ª Divisão da AF Porto (1): 2014/2015
- 2ª Divisão da AF Porto (1): 2013/2014
- Finalista vencido da Taça Brali AF Porto: 2013/2014